# Ascorhynchus
Ascorhynchus – rodzaj kikutnic z rodziny Ascorhynchidae.
Rodzaj ten wprowadzony został w 1878 roku przez Georga Ossiana Sarsa. Wcześniej umieszczany był w rodzinie Ammotheidae, a współcześnie klasyfikowany jest w Ascorhynchidae.
Ciało smuklejsze niż u Achelia czy Tanastylum, zwykle opatrzone długimi szczecinami i wysokimi guzkami. Chelae szczątkowe. Miejsce osadzenia małych, dwuczłonowych cheliforów w pełni widoczne. Nogogłaszczki zbudowane z dziesięciu członów, z których dwa pierwsze są drobne. Ryjek gruszkowaty. Segmenty tułowia z dużymi, rozjaśnionymi, tylnymi obręczami. Wyrostki boczne odnóży rozsunięte od siebie o co najmniej połowę szerokości. Owigery o członie drugim niedłuższym niż czwarty. Propodus pozbawiony bocznych pazurków czy dużych, obcasowatych kolców. Odwłok długi.
Do rodzaju tego należy 78 opisanych gatunków:
- Ascorhynchus abyssi Sars, 1877
- Ascorhynchus agassizi Schimkewitsch, 1893
- Ascorhynchus antipodus Child, 1987
- Ascorhynchus arenicola (Dohrn, 1881)
- Ascorhynchus armatus (Wilson, 1881)
- Ascorhynchus athernus Child, 1982
- Ascorhynchus auchenicus (Slater, 1879)
- Ascorhynchus bacescui Stock, 1975
- Ascorhynchus birsteini Turpaeva, 1971
- Ascorhynchus breviscapus Stock, 1968
- Ascorhynchus bucerus Turpaeva, 1971
- Ascorhynchus cactoides Stock, 1954
- Ascorhynchus castelli (Dohrn, 1881)
- Ascorhynchus castellioides Stock, 1957
- Ascorhynchus colei Hedgpeth, 1943
- Ascorhynchus comatus Child, 1992
- Ascorhynchus compactus Clark, 1963
- Ascorhynchus constrictus Stock, 1997
- Ascorhynchus cooki Child, 1987
- Ascorhynchus corderoi du Bois-Reymond Marcus, 1952
- Ascorhynchus crenatus Child, 1992
- Ascorhynchus cryptopygius Ortmann, 1890
- Ascorhynchus cuculus Fry & Hedgpeth, 1969
- Ascorhynchus dietheus Child, 2002
- Ascorhynchus discrepans Stock, 1955
- Ascorhynchus endoparasiticus Arnaud, 1978
- Ascorhynchus extenuata (Calman, 1938)
- Ascorhynchus foresti Stock, 1991
- Ascorhynchus fragilis Stock, 1991
- Ascorhynchus fusticulus Nakamura et Child, 1983
- Ascorhynchus glaber Hoek, 1881
- Ascorhynchus glaberrimus Schimkewitsch, 1913
- Ascorhynchus heuresis Bamber, 2002
- Ascorhynchus hippos Turpaeva, 1994
- Ascorhynchus horologius Child, 1992
- Ascorhynchus inflatus Stock, 1963
- Ascorhynchus insularus Clark, 1972
- Ascorhynchus ios Bamber & Thurston, 1993
- Ascorhynchus japonicus Ives, 1891
- Ascorhynchus laterospinus W.A. Hilton, 1942
- Ascorhynchus latipes (Cole, 1906)
- Ascorhynchus levissimus Loman, 1908
- Ascorhynchus levivani Turpaeva, 1994
- Ascorhynchus longicollis (Haswell, 1885)
- Ascorhynchus losinalosinskii Turpaeva, 1971
- Ascorhynchus mariae Turpaeva, 1971
- Ascorhynchus melwardi Flynn, 1929
- Ascorhynchus meteor Muller, 1989
- Ascorhynchus miniscapus Stock, 1993
- Ascorhynchus minutus Hoek, 1881
- Ascorhynchus okai Nakamura & Child, 1983
- Ascorhynchus ornatus (Helfer, 1938)
- Ascorhynchus orthorhynchus Hoek, 1881
- Ascorhynchus orthostomus Child, 1988
- Ascorhynchus ovicoxa Stock, 1975
- Ascorhynchus pararmatus Stock, 1975
- Ascorhynchus parvituberculatus Stock, 1953
- Ascorhynchus paxillus C.A. Child, 1992
- Ascorhynchus pennai Mello-Leitao, 1946
- Ascorhynchus petilus Child, 1996
- Ascorhynchus pilipes Stock, 1991
- Ascorhynchus prosus Nakamura et Child, 1983
- Ascorhynchus pubescens (Ortmann, 1890)
- Ascorhynchus pudicus Stock, 1970
- Ascorhynchus pyrginospinus McCloskey, 1967
- Ascorhynchus quartogibbus Bamber, 2013
- Ascorhynchus ramipes (Böhm, 1879)
- Ascorhynchus serratus Hedgpeth, 1948
- Ascorhynchus seticauda Stock, 1991
- Ascorhynchus simile Fage, 1942
- Ascorhynchus simplex Nakamura & Child, 1991
- Ascorhynchus somaliensis Stock, 1994
- Ascorhynchus stocki Hong & Kim, 1987
- Ascorhynchus tenuirostris Carpenter, 1892
- Ascorhynchus tuberosus Utinomi, 1962
- Ascorhynchus turritus Stock, 1978
- Ascorhynchus utinomii Nakamura & Child, 1982
- Ascorhynchus verrucosus Stock, 1991